# Rollamienta
Rollamienta és un municipi de la província de Sòria, a Castella i Lleó. Es troba a la comarca d'El Valle i a la comarca agrícola de Tierras Altas. El 2023 tenia 45 habitants.